# یولیا سوتنیکووا
یولیا سوتنیکووا (روسی: Юлия Владимировна Сотникова؛ زادهٔ ۱۸ نوامبر ۱۹۷۰) ورزشکار دو و میدانی اهل روسیه است.